# Euxoa medialis
Euxoa medialis är en fjärilsart som beskrevs av Smith 1887. Euxoa medialis ingår i släktet Euxoa och familjen nattflyn. Inga underarter finns listade i Catalogue of Life.

## Bildgalleri

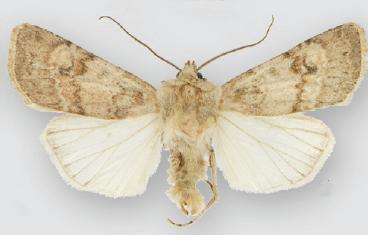